# جاي في السريع (فلم)
جاي في السريع فيلم مصري من إنتاج عام 2005، بطولة: ماجد الكدواني، ريهام عبد الغفور، حسن حسني، وحيد سيف.
تاريخ عرض الفيلم يوافق عيد الفطر في مصر 1426 هـ.

## قصة الفيلم
دخل الممثل الشاب ماجد الكدوانى لأول مرة بعد تجارب سينمائية عديدة لم يخرج عن اطار الدور الثاني ببطولة مطلقة في فيلم «جاى في السريع» وتدور أحداث الفيلم في اطار كوميدى اجتماعى حول شاب يعمل في إحدى الدول الخليجية ونظرا للميزات التي تمنحها الجهة التي يعمل بها للموظف المتزوج يقرر البحث عن عروس والزواج منها خلال اجازته القصيرة التي يقضيها في القاهرة إلا أنه يقابل فتاة تغير وجهة نظره في الزواج .

## الممثلون
- ماجد الكدواني
- ريهام عبد الغفور
- حسن حسني
- وحيد سيف
- أنعام سالوسة
- ميمي جمال
- إيناس نور
- زايد فؤاد
- كريم عبد العزيز
- انتصار
- عبد الله مشرف
- رولا محمود
- ريمونا

## فريق العمل
- إخراج: جمال قاسم
- إنتاج: شركة تيم وورك
- سيناريو وحوار: عبد الفتاح البلتاجي
- مونتاج: سيد عبد المحسن
- موسيقي: تامر كروان
- مدير التصوير: رمسيس مرزوق

## روابط خارجية
- مقالات تستعمل روابط فنية بلا صلة مع ويكي بيانات